# Bedford Institute of Oceanography

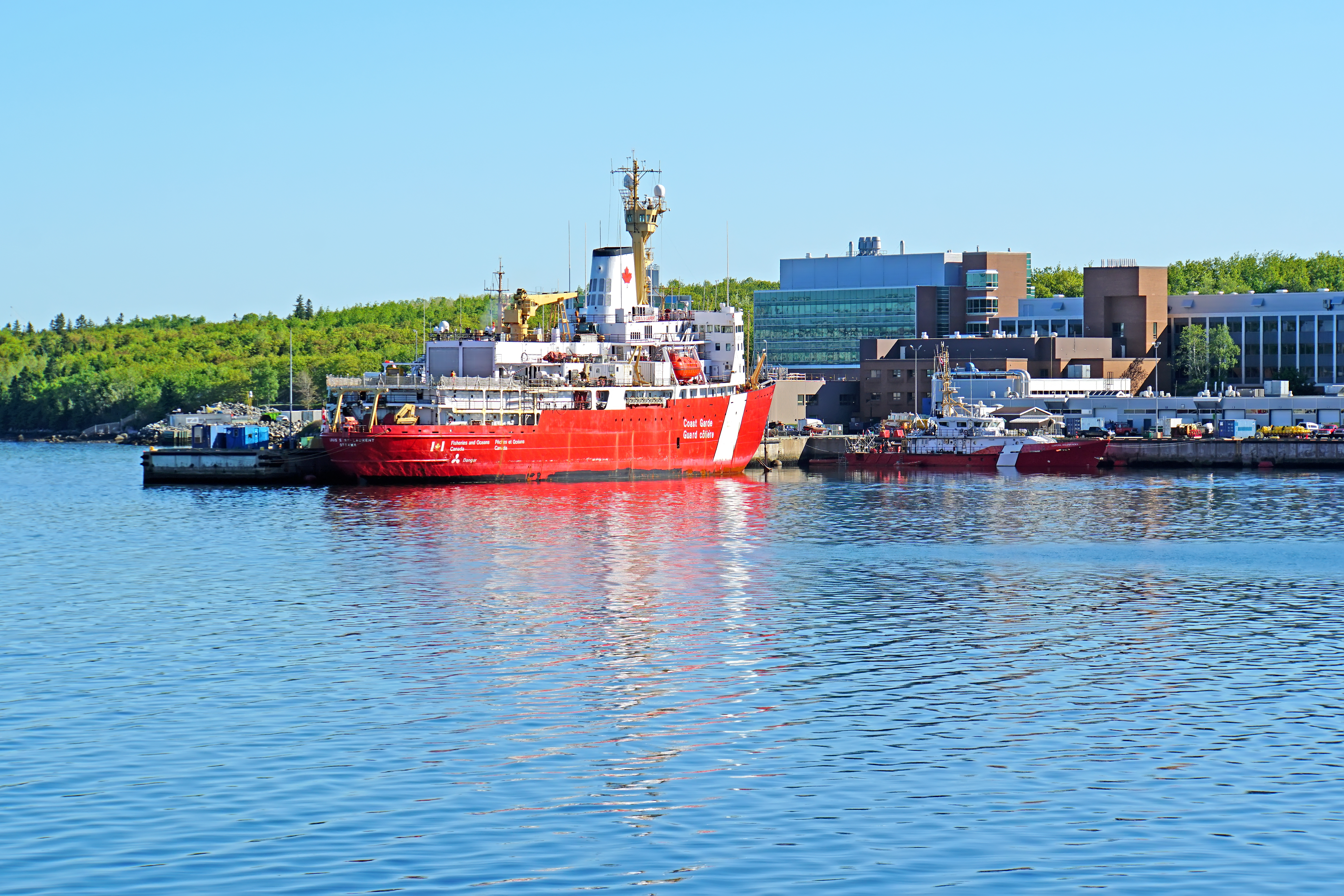
Anlegestellen und Gebäude des BIO

Das Bedford Institute of Oceanography (BIO, englisch) bzw. wegen der staatlichen kanadischen Zweisprachigkeit gleichberechtigt auch Institut océanographique de Bedford (IOB, französisch) ist ein großes kanadisches Meereskundliches Institut in Dartmouth in der Halifax Regional Municipality in Nova Scotia. Die Forschungseinrichtung, die zur Verwaltung des Bundes gehört und dem kanadischen Umweltministerium untersteht, wurde 1962 gegründet.
Es ist Kanadas erstes und derzeit größte Bundesforschungseinrichtung für Ozeanographie. Die Bezeichnung ist dem Bedford Basin geschuldet, der Bucht an dem das Institut liegt. Das Gelände des Instituts umfasst eine Fläche von 160.000 m²; ein Großteil hiervon wurde zuvor von der kanadischen Marine genutzt. Das BIO verfügt über einer Vielzahl von eigenen Gebäuden sowie Docks und Anlegestellen der Kanadischen Küstenwache und der Royal Canadian Navy.
Aufgaben des BIO sind Forschung respektive Beratung in maritimen Fragen, Ozeanografie, Erstellung und Aktualisierung von Seekarten, Forschungen zu mariner Biologie und Zusammenarbeit mit Behörden.
Hier angesiedelte Einrichtungen sind:
- Fisheries and Oceans Canada (Maritime Region)
  - Kanadische Küstenwache
  - Canadian Hydrographic Service (Atlantic)
- Natural Resources Canada (Atlantic Region)
  - Geological Survey of Canada (Atlantic)
- Environment and Climate Change Canada
- Department of National Defence

Es sind hier in der Regel fünf Forschungsschiffe der kanadischen Regierung stationiert, darunter die CCGS Hudson, die CCGS Matthew und die CCGS Alfred Needler der kanadischen Küstenwache.